# Kütschenlangenbach
Der Kütschenlangenbach, auch Kölschenlangenbach oder Jutschenlangenbach genannt, nahe Walpersdorf im nordrhein-westfälischen Kreis Siegen-Wittgenstein ist ein knapp 2,5 km langer, nordwestlicher und rechter Zufluss der Sieg.

## Verlauf
Der Kütschenlangenbach entspringt im Rothaargebirge im Naturpark Sauerland-Rothaargebirge. Seine Quelle liegt etwa 300 m südwestlich der Eisenstraße des Rothaargebirges und knapp 950 m (jeweils Luftlinie) südöstlich vom Forsthaus Hohenroth auf einer Höhe von 570 m ü. NHN.
Anfangs fließt der Bach durch ein bewaldetes Tal auf etwa 400 m Länge in Richtung Südwesten, um dann in einen Bogen nach Südosten zu verlaufen. Nach etwa 1,3 km weiterer Fließstrecke nimmt er in einer weitläufigen Wiesenlandschaft linksseitig seinen ersten Zufluss auf, der aus dem Hainbuchenborn entspringt. Ein Stück weiter mündet abermals ein Zufluss in ihn ein, diesmal allerdings rechtsseitig.
Danach fließt der Bach weiter nach Südosten, passiert den Kohlenmeilerplatz, unterquert die Landesstraße 719, speist einen kleinen Teich und erreicht nach weiteren 700 m Fließstrecke seine nordöstlich oberhalb des Netphener Ortsteils Walpersdorf auf etwa 402 m Höhe liegende Mündung in den von Osten kommenden Rhein-Nebenfluss Sieg.

## Einzugsgebiet und Zuflüsse
Das Einzugsgebiet des Kütschenlangenbach ist 2,123 km² groß. Zu seinen Zuflüssen gehören (bachabwärts betrachtet):
| Name      | Seite  | Länge (km) | Quell-          | Mündungs-       |
| Name      | Seite  | Länge (km) | höhe (m ü. NHN) | höhe (m ü. NHN) |
| --------- | ------ | ---------- | --------------- | --------------- |
| namenlos? | rechts | 0,5        | 494             | 438             |
| Mickebach | links  | 1,1        | 580             | 423             |